# Пагания
Пагания е топоним, използван от Константин Багренородни в трактата „За управлението на империята“ за означение на населената от сръбското племе неретляни област или „славиния“, между долните течения на реките Цетина и Неретва, в южната част на Далмация. В нея се намирали градовете Мокър, Верулия, Острог и Славинеца. Тази територия е определяна от някои историци като княжество, макар че липсват сигурни сведения за това.
Името на областта идва от паганизма на местните сърби. Жителите на областта започнали да се занимават с пиратство по Далматинското крайбрежие, което накарало Венеция през първата половина на IX век да предприеме военни действия срещу тях. По-късно областта влиза в състава на Хърватската държава, като крал Светослав Суроня (997 – 1000) си сътрудничи с неретляните, следвайки антивенецианската си политика. От това време областта е вече известна с името Крайна.
През XIII век по долното течение на Цетина са владенията на хърватската фамилия Качичи. Те възприемат любовта към пиратстването на местните. През 1279 – 1280 г. Венеция предприема успешна военна кампания срещу Качичи, превзема главния им град Омиш и ликвидира пречещото на търговската ѝ дейност пиратство в Южна Далмация. В края на 80-те години на века хърватският местен владетел Павел Шубич успява да изтласка венецианците от областта.
През XIV век бан Стефан II Котроманич (1322 – 1353) присъединява областта към Босна.